# Muayad Alayan
Muayad Alayan (Kuwait, 1985) és un director de cinema i productor palestí, resident en Jerusalem.
Va estudiar cinema a San Francisco (Estats Units) on el seu treball de fi de carrera, el documental Exiles in Jerusalem, va guanyar el premi Kodak en 2005. Va iniciar la seva carrera en 2009 amb el curtmetratge Lesh Sabreen?, que es va estrenar al Festival del Curtmetratge de Clermont-Ferrand, i que es va projectar en més de 50 festivals internacionals de cinema. El seu primer llargmetratge va ser Love Theft and Other Entanglements (Al-Hob wa Al-Sariqa wa Mashakel Ukhra), que es va estrenar en 2015 al Festival Internacional de Cinema de Berlín. La seva pel·lícula Els informes de Sarah i Saleem (The Reports on Sarah and Saleem), que es va estrenar al Festival Internacional de Cinema de Rotterdam (IFFR) el 2018, es va emportar el Premi Especial del Jurat en la competició Hivos Tiger i el premi del públic del Fons Hubert Bals. A part de nombroses nominacions en festivals internacionals com la Seminci de Valladolid (Espanya), el festival d'Hamburg o la mostra de Sao Paulo, va collir 94% d'aprovació a Rotten Tomatoes. El 2023 Muayad Alayan va tenir la seva segona estrena a l’IFFR, A House in Jerusalem.
Va cofundar amb el seu germà Rami Alayan la productora Palcine Productions, amb seu a Betlem. Solen formar un tandem en el qual Rami col·labora com a guionista, així com en tasques tècniques i de producció. Rami resideix a San Francisco, on és dissenyador en Silicon Valley.
Muayad Alayan ensenya cinema i il·luminació al col·legi universitari Dar al Kalima, que pertany al complex cultural Diyar de Betlem. Sol incorporar als seus estudiants en els equips de rodatge de les seves pel·lícules, perquè completin la seva formació amb experiències pràctiques. Treballa també en el Bethlehem Mitjana Center (BMC), una altra branca de Diyar, on dirigeix programes de TV, pel·lícules, sèries i vídeos educatius.

## Filmografia

### Director
- 2005: Exiles in Jerusalem (curtmetratge)
- 2009: Lesh Sabreen? (curtmetratge)
- 2010: Mute (curtmetratge)
- 2011: Sacred Stones (codirector amb Laila Higazi)
- 2015: Al-Hob wa Al-Sariqa wa Mashakel Ukhra
- 2018: 'Els informes de Sarah i Saleem
- 2023: A House in Jerusalem

## Premis

### Cittadella del Corto, Frascati, Italia
2009: Guanyador esment especial, Lesh Sabreen?

### Cork International Film Festival
2009: Premi del Jurat, Lesh Sabreen?

### Ismailia International Film Festival, Egipte
2010: Premi del Jurat, Lesh Sabreen?

### Aljazeera International Documentary Film Festival
2012: Premi del Canal de Documentals Al Jazeera, Sacred Stones

### Arab Film Festival, San Francisco, els EUA
2015: Millor pel·lícula àrab, Amor, robatoris i altres embolics

### Festival Internacional de Cinema de Durban
2018: Millor pel·lícula, Els informes de Sarah i Saleem

### Festival Internacional de Cinema de Rotterdam
2018: Hubert Bals Fund Audience Award, Els informes de Sarah i Saleem

### Festival Internacional de Cinema de Seattle
2018: Gran Premi del Jurat, Els informes de Sarah i Saleem

### Festival Internacional de Cinema Titanic de Budapest
2018: Premi a millor pel·lícula i esment especial del jurat, Els informes de Sarah i Saleem